# 野川常吉
野川 常吉（のがわ つねきち、生没年不詳）とは明治時代の東京の地本問屋

## 来歴
明治時代中期に東京府浅草区浅草材木町19番地において地本問屋を営業している。自作や栄斎重清の錦絵を出版している。

## 作品
- 野川常吉 「東京従上野山下中仙道往復蒸気鉄道之図」 大判3枚続 錦絵 明治16年（1883年） 静岡県立中央図書館

所蔵
- 栄斎重清 「東京銀座通電気灯建設之図」 大判3枚続 錦絵 明治16年